# Guillaume de Vento
Pour les autres membres de la famille, voir Maison de Vento.
Guillaume de Vento est un prélat français, évêque de Grasse de 1277 à 1281.

## Biographie
Guillaume Vento est le fils du seigneur de Menton retiré à Nice.
Conseiller de Charles II d'Anjou, il devient évêque de Grasse.